# Château de Couanac
Le château de Couanac est un château situé à Varaire, dans le département du Lot, en France.
Avec Montal, Assier, Cénevières ou Cieurac, le château de Couanac fait partie des plus remarquables châteaux de la Renaissance en Quercy.

## Localisation
Sur le causse de Limogne, il est à 2 km au nord-ouest de Varaire (RD 52).

## Historique
La construction du château, vraisemblablement entamée par Raymond Hébrard de Saint-Sulpice, ambassadeur du roi de France, au début du XVIe siècle, fut entreprise sur l’emplacement d’un château antérieur.  
L'édifice est inscrit au titre des monuments historiques le 21 février 1974.

## Description
Il se compose de trois corps de bâtiment aux travées de fenêtres, avec des remarquables lucarnes Renaissance. La demeure, dominée par une haute tour de pierre et deux larges tours circulaires, s’inscrit dans un quadrilatère ouvert côté Est sur une grande cour autour de laquelle s’articulent trois ailes construites au XVIe siècle. La chapelle est le transept d’une ancienne église paroissiale romane du XIIe siècle dédiée à saint Georges.

## Valorisation du patrimoine
Le château est ouvert à la visite durant la bonne saison. C'est une ferme-auberge avec gîtes.

### Articles connexes

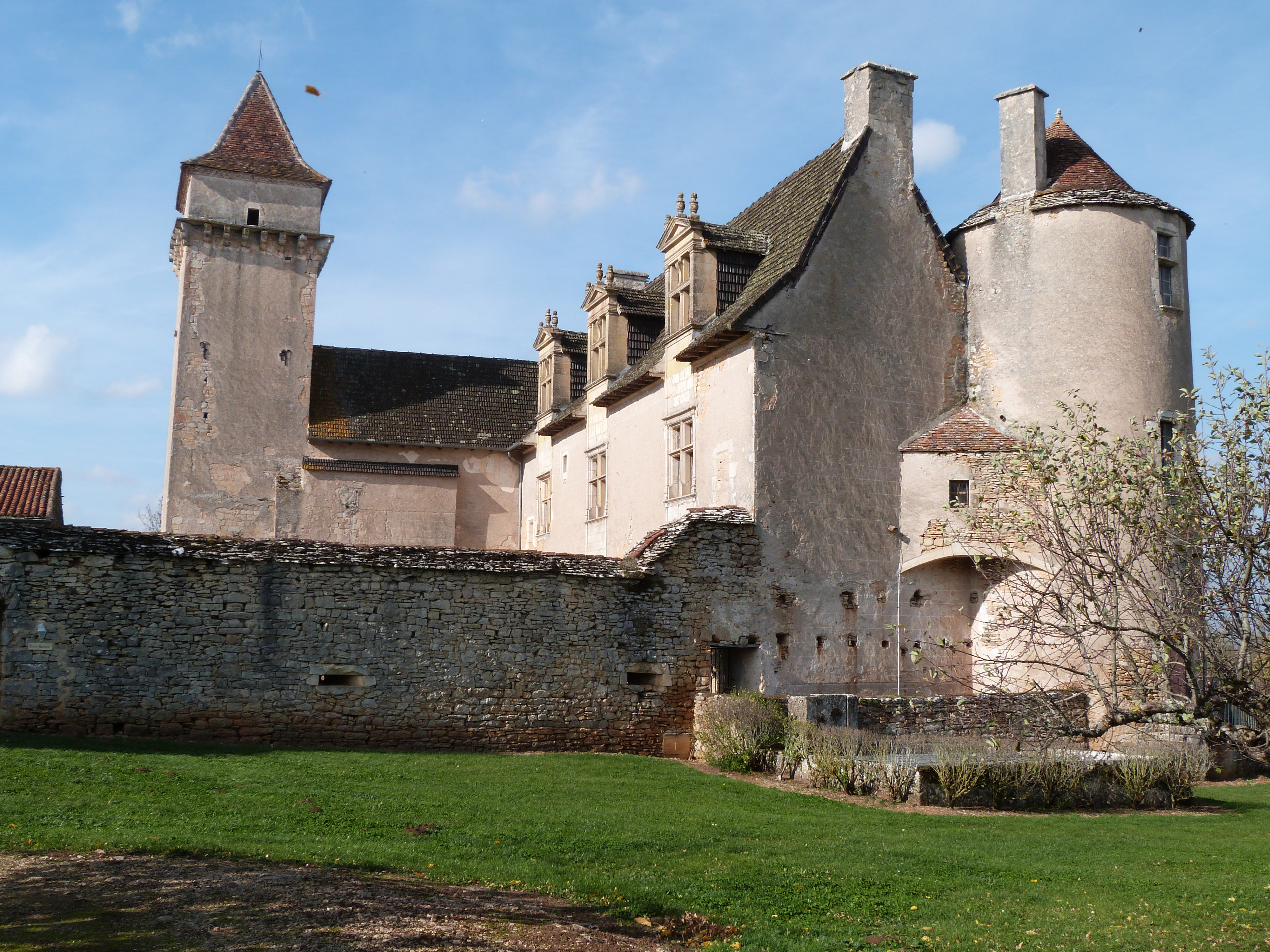
Le corps de logis principal